# Auerodendron jamaicense
Auerodendron jamaicense är en brakvedsväxtart som först beskrevs av Ignatz Urban, och fick sitt nu gällande namn av Ignatz Urban. Auerodendron jamaicense ingår i släktet Auerodendron och familjen brakvedsväxter. Inga underarter finns listade i Catalogue of Life.